# Пасынки восьмой заповеди
«Пасынки восьмой заповеди» — фантастический роман Г. Л. Олди. События романа происходят в реальной Польше XVII века. На момент первого издания романа это была единственная в русской литературе попытка создать роман-фэнтези на материале средневековой Польши. Хотя по сюжету герои сталкиваются с магией и сверхъестественными существами, нельзя сказать, что в том мире это принято за норму.

## Сюжет
Когда-то Самуил Ивонич, прозванный Самуилом-турком, житель Подгалья (Польша), взял четверых приёмных детей, двух мальчиков и двух девочек. Он обучил их невероятному искусству — воровству, но не обычному — он научил их воровать чужие мысли, память о событиях, чужие таланты и умения, знания, опыт. Когда дети выросли, они разъехались по миру. Каждый из них по-своему реализует свой талант, и каждому приходится несладко. Одна из приёмышей Самуила, Марта Ивонич, стала компаньонкой знатной дамы в Вене, и как-то раз случай свел её с Джошем, настоящим вором-карманником. Марта и Джош крепко полюбили друг друга, но в Вену пришла чума, и Марта обречена была на смерть.
Джош решил продать свою душу дьяволу в обмен на жизнь любимой и исполнил это намерение. Марта чудом исцелилась, и влюблённые были вместе ещё год, пока не подошёл срок расплаты. Казалось бы, все пропало, но воровка Марта, которой приёмный отец строго-настрого запрещал переходить дорогу дьяволу, нарушила отцов завет и решилась украсть душу Джоша у Великого Здрайцы, самого сатаны (который в романе Олди оказывается страдающим безмерно существом, испытывающим постоянную боль и безнадёжность, Вором, в своё время поддавшимся искушению и теперь уже забывшим о своей человеческой жизни).

## Главные герои
- Марта Ивонич — главная героиня романа, женщина средних лет, черноволосая и смуглая, одна из приёмных детей Самуила, то есть воровка мыслей. При этом благородная, смелая и решительная женщина.
- Джош-Молчальник, настоящее имя Юзеф — вор-карманник, поляк, прижившийся в Вене, весёлый и болтливый человек, немного тщеславный, но великодушный. Способен пожертвовать собой ради любимой.
- Ян Ивонич — один из приёмных детей Самуила, стал католическим священником, аббатом в монастыре. Своё призвание нашёл в воровстве из душ приходящих исповедаться людей дурных помыслов и горестных мыслей, последствия которых ему приходится расхлебывать самому. Не уверен, что это занятие не приведёт его в ад, но тверд в намерениях. Очень стойкий и самоотверженный человек.
- Стах Топор — мельник, прирождённый колдун, на вид безобидный старичок, но человек опасный. Над его женой примерно десять лет назад надругался один из князей Лентовских, после искалечил её, а сын Стаха продал душу Дьяволу в обмен на возможность отомстить за мать. Теперь мельник желает одного — вырвать душу сына из лап Великого Здрайцы.
- Седой, он же Гаркловский Вовкулак, — сын Стаха Топора, ставший оборотнем после сделки с дьяволом. В человеческом обличье — очень крепкий, светловолосый парень с несколько звериными повадками, пытающийся в меру сил оставаться человеком и не покоряться дьяволу. В зверином — огромный седой волк. Отомстив за мать, стал по договору слугой Великого Здрайцы.
- Михалек Ивонич, он же Михал Райцеж, — ещё один из приёмных детей Самуила. Подделал с помощью воровства мыслей документы на дворянство, к началу событий книги стал воеводой одного из знатных дворян. Основная страсть в жизни — оружие. Михалу свойственно желать чужого, не замечая своего, что всегда делало его несчастным.
- Самуил-баца, Самуил-турок — приёмный отец Марты, Яна, Михала и Терезы. Появляется в основном в воспоминаниях других героев как высокий, смуглый старик с черными навыкате глазами, суровый и строгий. Умел не только воровать мысли, но и обучать воровству других.
- Мардула, сын Мардулы — последний приёмыш Самуила, молодой парень, сын местного знаменитого разбойника и сам разбойник.
- Великий Здрайца, он же Петушиное Перо, он же дьявол, — существо, являющееся в облике тощего франтоватого человека, сероглазого, с эспаньолкой, в берете с петушиным пером. Покупает души у смертных, собирая себе то, что он называет «выкупом».

## Отзывы
Роман удостоился положительной оценки сетевого издания «Черновик». В своей рецензии Светлана Анохина заметила, что сюжет выстроен на очень колоритном фоне, поскольку Карпаты представляют собой «дикий сплав верований, языков, культур, народов». Критик отнесла книгу к разряду «крепко и добротно сколоченных романов, написанных прекрасным языком», отметив, что она обладает несколькими смысловыми пластами и неоднозначностью выводов.
Владимир Васильевский в журнале «Мир фантастики» отметил неожиданный финал повествования: причинно-следственная петля, впечатляющим образом замыкающая сюжет.